# スクワイア・スーパーソニック
スーパーソニック (Super-Sonic) はフェンダーのエレクトリックギターである。

## Squier Vista Series Super-Sonic
1997年にスクワイア・ビスタ・シリーズ (Squier Vista Series) として発売。製造期間が短かったため生産本数が少なく、ネットオークションなどでは高額で取引されている。ヘッド裏にCrafted in Japanと入っており、日本製であることが確認される。TOKAIが生産を担当していた。
ボディはバスウッドで、ボディシェイプはジャガーやジャズマスターを反転した様な形状をしている。ヘッドもリバースヘッドになっていることから、持つと左用のギターを右に構えたようになる。当時フェンダーのプロダクトマネージャーであったジョー・カードゥッチがこのギターのデザインを担当。カードゥッチは相当のジミ・ヘンドリックスファンだったらしく、そこから左利きのジミ・ヘンドリックスが右利き用のジャガーを使用している様を模してデザインしたものだといわれている。
スクワイア・ビスタ・シリーズは他に、ジャグマスター (Jagmaster)、ヴィーナス (Venus)、ヴィーナスXII（Venus XII、12弦エレクトリックギター）、ミュージックマスター・ベース (Musicmaster Bass) が同時に発売された。アメリカではミュージックマスターのギター版（中国製、アルダーボディ、リアにVista Toneハムバッカーピックアップ）も発売されたが、日本では未発売。
ネックはメイプルネックに、ローズウッドフィンガーボードを貼ったものであるが、背面にメイプルワンピースネックのようにスカンクストライプが入っている。スケールはジャガーやムスタングと同じショートスケールの24インチである。
ピックガードは3プライで、ジャガーやムスタングのように金属製のプレートにコントロール系が搭載されている。ピックアップはハムバッカーが二つ搭載されている。2つあるノブは両方ともボリュームコントロールで、トーンコントロールは無い。そのおかげでハムバッカー搭載機でありながらも独特の抜けの良い音色がする。
トレモロ機構にはストラトキャスターと同様の6点支持シンクロナイズド・トレモロを採用。
欠点として、ストラップピンが背面のネック・ジョイント・プレートについている上、ボディサイズが通常のギターよりも一回り小さく、重量バランスが悪い。おかげでストラップをつけて肩にかけて演奏するとヘッド落ちしやすい。この欠点を補うためか、中古品にはストラップピンの位置を変える改造が施してある物がある。
色はモデル名SS-55にはオリンピック・ホワイトとブラック、そしてモデル名SS-63にはスパークルブルーとスパークルシルバーの、合計4色。

## Fender Pawn Shop Super-Sonic
2013年1月にフェンダーからPawn Shopシリーズの1つとしてメキシコ製のFender Pawn Shop Super-Sonic発売された。ピックアップはリアとフロント共にゼブラカラーのアトミック・ハムバッカー。色はアップル・レッド・フレイク、ダーク・ガンメタル・フレイク、サンファイア・オレンジ・フレイクの3種類。ボディー材はアルダー、ナット材は合成材に変更。その他の仕様はスクワイア・ビスタ・シリーズ のものに準ずる。Pawn Shop Super-Sonicは2014年2月をもって生産終了。1年強の短い生産期間であった。

## Squier Paranormal Series Super-Sonic
2020年6月にParanormalシリーズの一つとして発売開始。仕様はフロント・リア共にSquier Atomic Humbucking Pickup、Cシェイプネック、1.5インチの細いナット幅、そしてヴィンテージ・スタイルのトレモロ。カラーはブルー・スパークルとシェルピンクの2色でローレル指板を採用。

## Fender Made In Japan Limited Super-Sonic
2021年8月19日（木）より2021年限定で販売。カラーは、同年7月にオフィシャルショップ限定でリリースされたSilver Sparkleを含め、Blue Sparkle、Black、Olympic Whiteの４種類。仕様はバスウッドボディに”U”シェイプのメイプルネック、9.5インチラジアスのローズウッド指板とミディアムジャンボフレット、Dragster BBピックアップとVintage-Style Synchronized Tremoloブリッジ。

## 愛用ミュージシャン
- オマー・ロドリゲス・ロペス (At the Drive-In、The Mars Volta等のバンドに所属。右利き用の黒いスーパーソニックを左利き用に改造して使用。)
- 車谷浩司 (AIR)
- 南つかさ（元少年カミカゼ，現DOUBLE CHEESE）
- 竹林現動 (ex.COWPERS) (ex.SPIRAL CHORD) (zArAme)